# Монте-Визо
Мо́нте-Ви́зо (или Мо́нвизо) (итал. Monte Viso, или Monviso; окс. Vísol; пьем. Brich Monviso, или Viso, Vesulus mons — Везулий) — вершина высотой 3 841 метр над уровнем моря в Италии, регион Пьемонт, провинция Кунео. 
По Вергилию (А. 10, 708), она была покрыта соснами. Монте-Визо является высочайшей вершиной Котских Альп. Самая большая река Италии По берет начало на склоне Монте Визо.

## Происхождение названия
Название вершины произошло от лат. Mons Vesulus. Слово Vesulus имеет индоевропейские корни и обозначает высокую возвышенность. В древности Mons Vesulus означало видимую издалека (что было хорошим ориентиром для путешественников) и стоящую отдельно вершину.

## Физико-географическая характеристика
Вершина Монте-Визо располагается на северо-западе Италии в провинции Кунео примерно в двух километрах на юго-восток от границы с Францией, и является высочайшей точкой провинции и всех Котских Альп. Вершина имеет пирамидальную форму и, из-за того, что все близлежащие вершины ниже на 500 метров и более, хорошо видна издалека. Относительная высота вершины составляет 2062 метра, что делает Монте-Визо десятой по этому показателю среди всех альпийских вершин. Родительской вершиной по отношению к Монте-Визо является Мон-Пельву.
На северном склоне Монте-Визо расположен исток реки По, самой длинной реки Италии. Массив Монте-Визо окружён долинами рек По, Вараита и Гиль. На севере, на границе с Францией, расположен перевал Коль-де-ла-Траверсет и вершина Пунта-Гастальди высотой 3214 метров.
В 2013 году французская и итальянская территории, прилегающие к вершине Монте-Визо, были включены в сеть биосферных заповедников ЮНЕСКО в качестве двух независимых объектов. В следующем году они были преобразованы в трансграничный биосферный заповедник «Монвизо», включающий в себя как равнинные участки, так и саму вершину. Общая площадь заповедника составляет 427 000 гектар.

## История восхождений
Первое восхождение на вершину Монте-Визо совершили Уильям Мэтьюз и Фредерик Якомб, сопровождаемые местными гидами Мишелем Кро и Жан-Батистом Кро, 30 августа 1861 года. Группа совершила восхождение по южному склону, по которому проходят наиболее простые маршруты для восхождения.
В 1864 году Алессандра Боарелли и Сесилия Филия совершили первое женское восхождение на вершину Монте-Визо.
28 июля 1881 года Уильям Кулидж вместе с гидом Кристианом Альмером и его сыном Кристианом совершили первое восхождение по очень сложному маршруту по северо-восточной стене. Маршрут начинался над истоками реки По, и проходил по узкому кулуару со сложным ледово-скальным рельефом, спускающемуся практически от самой вершины. Перед восхождением Кулидж признавал, что сама идея восхождения напрямую по северо-восточной стене, несмотря на то, что казалась невыполнимой, очень захватила его. Маршрут ныне носит название Кулуар Кулиджа и имеет категорию сложности TD+ по классификации IFAS.

## Маршруты восхождений
Классический маршрут восхождения на вершину проходит по южному склону и является наиболее простым среди всех маршрутов на вершину (категория III по классификации UIAA, или PD- по классификации IFAF). В частности, по классическому маршруту проходило первое восхождение на вершину. Остальные маршруты являются более сложными, включая маршрут Кулуар Кулиджа по северо-восточной стене, имеющий категорию сложности TD+.

## Монте-Визо в литературе
Монте-Визо упоминается в произведениях некоторых авторов, итальянских и не только.
Древнеримский поэт Вергилий в десятой книге поэмы «Энеида» сравнивал Мезенция (врага Энея) с диким кабаном с Везула (древнеримское название вершины):

Вепрь, которого бор на склонах Ве́зула диких
Долгие годы скрывал иль который средь топей Лаврентских
Оригинальный текст (лат.)Actus aper, multos Vesulus quem pinifer annos
defendit multosque palus Laurentia?
Итальянский поэт Данте рассказывал о Монте-Визо в песне XVI первой части «Ад» произведения «Божественная комедия», говоря о том, что гора является источником реки Монтоне:

Как та река, которая свой ход
От Монте-Везо в сторону рассвета
По Апеннинам первая ведет
Оригинальный текст (итал.)Come quel fiume c'ha proprio cammino
prima dal Monte Viso 'nver' levante,
da la sinistra costa d'Apennino
Английский поэт Джефри Чосер в «Прологе Студента» в произведении «Кентерберийские рассказы» также делал отсылку к Монте-Визо.